# Say It in French
Say It in French (Brasil: Dize-mo em Francês / Portugal: Diz-mo em Francês) é um filme estadunidense de 1938, do gênero comédia, dirigido por Andrew L. Stone e estrelado por Ray Milland e Olympe Bradna.

## Sinopse
Richard, campeão de golfe, visita a França, conhece a bela Julie e casa-se com ela. Ao voltar para casa, nos EUA, descobre que sua família está em dificuldades financeiras e, por isso, arranjou-lhe casamento com Auriol, uma jovem milionária, que foi sua colega de infância.

## Elenco
| Ator/Atriz          | Personagem         |
| ------------------- | ------------------ |
| Ray Milland         | Richard Carrington |
| Olympe Bradna       | Julie              |
| Irene Hervey        | Auriol Marsden     |
| Janet Beecher       | Senhora Carrington |
| Mary Carlisle       | Phyllis Carrington |
| Holmes Herbert      | Senhor Carrington  |
| William Collier Sr. | Howland            |
| Walter Kingsford    | Hopkins            |